# A Birder's Guide to Everything
Pour plus de détails, voir Fiche technique et Distribution.
A Birder's Guide to Everything est une comédie indépendante américaine écrite et réalisée par Rob Meyer, sortie en 2013.

## Synopsis
Le film commence par des films familiaux de David et de sa mère qui observent les oiseaux. Ces films à la maison apparaissent de temps en temps.
Dans l'État de New York, la mère de David est décédée il y a un an et son père Donald épouse son infirmière Juliana. David n'est pas content de cela.
David continue d'aimer l'observation des oiseaux et c'est aussi un artiste talentueux. Et bien sûr, il dessine des oiseaux. L'intérêt de son père pour les oiseaux implique de les tuer; il dirige une petite chaîne de restauration rapide.
Le meilleur ami de David, Timmy, aime Evelyn, qui est belle mais qui aime peut-être Timmy parce qu'il fait ses devoirs de mathématiques.
Timmy, David et Peter sont membres du club d'observation des oiseaux du lycée. En fait, une fille a démissionné et le gars qui a rejoint parce qu'il voulait être avec elle est expulsé. Donc, les trois gars sont les seuls qui restent. Comment augmenter le nombre de membres ?
En faisant du vélo, David aperçoit un canard d'une espèce qu'il croyait éteinte. Il prend rapidement une photo avec un équipement sommaire, mais la photo n'est pas assez bonne pour confirmer quel type d'oiseau il a vu. Lui et les autres consultent le Dr Konrad, un expert en oiseaux. Il leur donne des conseils, y compris une prédiction que l'oiseau migre et s'arrêtera à un certain lac du Connecticut. David planifie secrètement un road trip avec les gars que son père n'approuverait pas, d'autant plus que David pourrait être en retard pour le mariage.
David demande à Ellen la clé du labo photo, et quand Ellen découvre qu'il manque un objectif spécial, elle trouve David et lui demande de le rendre. Mais quand les gars s'expliquent, elle accepte de les laisser la garder, si elle arrive à prendre la photo spéciale.
Et c'est ainsi que l'aventure commence. Les garçons ont besoin d'une voiture, mais seul Peter est un chauffeur licencié, et il est plutôt un nerd et très nerveux. Jusqu'à présent, il a été très confiant et très logique. Le cousin de Timmy, Eric, a une voiture et il n'est pas d'accord pour que les garçons l'empruntent. Et est-ce que ces drogues sont dans la voiture ? Et qui sont ces gens dans la camionnette avec les fusils ? Sont-ils les gens pour qui Eric vend de la drogue ? Et comment Evelyn s'est-elle impliquée ?
L'aventure comprend des rires, des disputes, des discussions sérieuses et même du danger. Les garçons apprennent beaucoup les uns sur les autres et sur la vie. Et les oiseaux se voient et s'entendent. Cette fois, ce ne sont pas que des bruits de fond. David connaît les oiseaux par les sons qu'ils font.
Les grandes questions : Les garçons trouveront-ils l'oiseau photographié ? Sera-ce en fait l'oiseau que David pensait que c'était? Y aura-t-il une romance ? Et David arrivera-t-il au mariage ?

## Fiche technique
- Titre original : A Birder's Guide to Everything
- Réalisation : Rob Meyer
- Scénario : Luke Matheny et Rob Meyer
- Direction artistique : Elizabeth J. Jones
- Décors : Brian Goodwin
- Costumes : Anney Perrine
- Photographie : Tom Richmond
- Montage : Vito DeSario
- Musique : Jeremy Turner
- Production : Kirsten Duncan Fuller, Lisa K. Jenkins, Dan Lindau et R. Paul Miller
- Sociétés de production : Dreamfly Productions, Lavender Pictures et There We Go Films
- Sociétés de distribution : Screen Media Films et Focus World
- Pays d'origine :  États-Unis
- Langue originale : anglais
- Format : couleur - 2.35 : 1
- Genre : comédie
- Durée : 88 minutes
- Dates de sortie :
  - États-Unis : 21 avril 2013 (Festival du film de TriBeCa)
  - États-Unis : 21 mars 2014

## Distribution
- Kodi Smit-McPhee : David Portnoy
- James LeGros : Donald Portnoy
- Ben Kingsley : Lawrence Konrad
- Alex Wolff : Timmy Barsky
- Michael Chen : Peter Nessbaum
- Katie Chang : Ellen Reeves
- Daniela Lavender : Juliana Santos
- Stephen Kunken : Ted Portnoy

## Production

### Développement
Pour son film, le réalisateur s'inspire de son court-métrage intitulé Aquarium qui raconte des adolescents amateurs de poissons d'aquarium avant d'écrire le scénario en compagnie de son ancien camarade d'école Luke Matheny — qui a remporté un Oscar du meilleur court métrage en prises de vues réelles God of Love en 2011 : « j'ai pensé à une histoire d'un groupe d'enfants qui chasse un oiseau, ce qui aurait beaucoup plus de sens que de courir après un poisson », précise-t-il. En deux ans, le scénario évolue grâce aux financements obtenus.

### Auditions
Rob Meyer doit une fière chandelle au régisseur de distribution Avy Kaufman qui retrouve Kodi Smit-McPhee, qu'il connaît bien depuis le remake Laisse-moi entrer (Let Me In) de Matt Reeves en 2010, ainsi que les jeunes talentueux comme Alex Wolff, Katie Chang et sans oublier Ben Kingsley, James LeGros. Ils n'ont peu de temps pour s'entraîner avant le tournage, sauf que le réalisateur travaille plus avec Kodi Smit-McPhee à travers Skype.

### Tournage
Le tournage dure seulement un mois, précisément entre juillet et août 2012 à Chappaqua dans le comté de Westchester à cinquantaine kilomètre au nord de New York, ainsi qu'à Armonk où le magasin de vélo et de ski « Hickory & Tweed » se transforme en « Birder's Junction » en une journée du 24 juillet et au lycée de Somers en deux jours du début août 2012.

## Accueil

### Sorties nationales
A Birder's Guide to Everything est présenté le 21 avril 2013 au Festival du film de TriBeCa où il gagne la "seconde place" du Prix du public (Audience Award). Il sort officiellement le 21 mars 2014 aux États-Unis.

### Accueil critique
En fin avril 2013, le magazine Time Out New York souligne que le film est « poignant, drôle et finalement récompensé ». NPR ne cache pas que « c'est un signe positif, dans la majorité du film qui vient du fond du cœur, A Birder's Guide to Everything (…) ». D'ailleurs, ces deux citations s'illuminent sur l'affiche du film.

## Distinction

### Récompense
- Festival du film de TriBeCa 2013 : Seconde place pour le Prix d'audience

### Source
- A Birder's Guide to Everything au Festival du film de TriBeCa